# Insula K
Die Insula K oder Nowa Semlja (rumänisch: Insula K, ukrainisch: Острів Нова Земля), manchmal auch als Insel des Glücks (rumänisch: Insula Fericirii) bezeichnet, ist eine neu entstandene und unbewohnte Insel im Golf von Musura, wo das Donaudelta in das Schwarze Meer übergeht. Die Insel ist bezüglich ihrer staatlichen Zugehörigkeit umstritten und ist derzeit zwischen Rumänien und der Ukraine aufgeteilt. Der genaue Grenzverlauf ist allerdings nicht abschließend geklärt.

## Geographie
Die Insel hat eine Länge von 7 km und eine Breite von 80 m. Sie entstand in den frühen 2000er-Jahren und besteht überwiegend aus Schwemmsand, der von der Donau antransportiert wird und sich fortlaufend an der Insel akkumuliert. In jüngerer Zeit haben sich diverse Pionierpflanzenarten angesiedelt. Die Insel ist besonders für die Vogelbeobachtung beliebt, und viele Touristen machen Tagesausflüge dorthin. Die Insel ist Bestandteil des Biosphärenreservats Donaudelta.

## Name
Insula K ist bis zur Annahme eines offiziellen Namens durch die IGU der de facto Spitzname dieser Schwarzmeerinsel, die auf Ukrainisch oстрів Нова Земля (Ostriw Nowa Semlja oder „Insel Neuland“) und auf Rumänisch insula Musura oder insula Fericirii („Insel des Glücks“) genannt wird. Die Insel ist de jure zwischen der Ukraine (54 % im Norden) und Rumänien (46 % im Süden) gemäß dem am 2. Juni 1997 in Constanța unterzeichneten Grenzvertrag und der bestätigten Grenzziehung vom 5. Januar 2023 aufgeteilt. Der Spitzname „Insula K“ leitet sich vom ukrainischen Namen des Kilijaarms Kілійське гирло (Kilijske Hyrlo).